# Gemma Gibbons
Gemma Jeanette Gibbons (Greenwich, 6 gennaio 1987) è una judoka britannica.

## Palmarès
- Giochi olimpici estivi

Londra 2012: argento nei 78 kg.
- Universiadi

Belgrado 2009: bronzo nei 78 kg.
- Giochi del Commonwealth

Glasgow 2014: argento nei 78 kg.